# Aeroportul Skukuza
Aeroportul Skukuza (IATA: SZK, ICAO: FASZ) este un aeroport din Skukuza, Mbombela Local Municipality⁠(d), Ehlanzeni District Municipality⁠(d), Provincia Mpumalanga, Africa de Sud ce deservește zona Parcul Național Kruger. A fost numit după James Stevenson-Hamilton⁠(d).
Situat la o altitudine de 311 m, aeroportul dispune de o singură pistă.